# Åke Carnerö
Åke Erland Carnerö, född Carlsson 18 december 1945 i Ytterby församling i Göteborgs och Bohus län, är en tidigare riksdagsledamot från Ljungskile för Kristdemokraterna 1991–2002.